# Poussière d'ange
Pour plus de détails, voir Fiche technique et Distribution.
Poussière d'ange est un film français réalisé par Édouard Niermans, sorti en 1987.

## Synopsis
Depuis que sa femme, Martine, l'a quitté pour un certain Igor, l'inspecteur Simon Blount déprime : il s'habille comme un clochard et écume les bars au point de se faire « ramasser » par ses collègues. Tandis que ses collègues interrogent les témoins du braquage de la caisse d'épargne, le commissaire Florimont lui confie une banale affaire de vols dans un supermarché. Au cours de son enquête, il rencontre Violetta, une paumée qui squatte dans la réserve de l'établissement.

## Fiche technique
- Titre : Poussière d'ange
- Réalisateur : Édouard Niermans, assisté de Bruno Herbulot
- Scénario : Jacques Audiard, Alain Le Henry et Édouard Niermans
- Photographie : Bernard Lutic
- Cadreur : Sabine Lancelin
- Montage : Yves Deschamps, Jacques Witta
- Musique : Léon Senza et Vincent-Marie Bouvot
- Costumes
- chef décorateur  : Dominique Maleret
- Casting : Kristin Etienne, Marisa Muxen
- Producteur : Jacques-Éric Strauss
- Sociétés de production : Président Films, UGC, FR3 Cinéma, Les Films de la Saga, Sofinergie 1
- Sociétés de distribution : UGC(France), Concorde Film (Pays-Bas)
- Format : Couleur
- Genre : policier, action, thriller
- Durée : 95 minutes
- Date de sortie : 
  - France : 18 mars 1987

## Distribution
- Bernard Giraudeau : Simon Blount
- Fanny Bastien : Violetta
- Fanny Cottençon : Martine
- Jean-Pierre Sentier : Landry
- Michel Aumont : Florimont
- Gérard Blain : Broz
- Luc Lavandier : Gabriel Spielmacher
- Yveline Ailhaud : La mère
- Louis Audubert : le mari de Cindy
- James Bakech : Le voyou dans la cage
- Pierre Belot : Le maître d'hôtel
- Patrick Bonnel : Malpêche
- Bertie Cortez : Roberto Canovas
- Valérie Deronzier : Une femme de chambre
- Max Fournel : Le père
- François Giombini : Le secrétaire de Broz
- Jean-Pierre Hutinet : Le géant du supermarché
- André Julien : Strauss
- Daniel Laloux : Le médecin légiste
- Jean-Marie Lemaire : Un inspecteur
- Henri Marteau : Igor Malevitch
- Marie Matheron : La stagiaire archiviste
- Georges Montillier : Jean-Étienne
- Marie-Thérèse Orain : Mme Menange
- Alexander Pandev : Cindy Ballouche
- Patrick Paroux : L'archiviste
- Pascal Pistacio : Le petit truand
- Juliette Rennes : Nina
- Serge Ridoux : Le patron du bar
- Luc Rosello : L'indicateur
- Daniel Russo : Melchior
- Véronique Silver : Mme Bouche
- Alain Stern : Le concierge de l'hôtel